# Neferkaseker
Neferkaseker és un faraó de la dinastia II d'Egipte que pogué governar el país (o, més probablement, només el nord del país) abans del 1650 aC. El seu nom Netsu-biti fou Neferkaseker i el seu nom d'Horus no és conegut.
El seu nom apareix en un segell amb cartutx de procedència desconeguda, que s'assembla al segell de Peribsen, avui al Museu de Milà. També se l'esmenta en un papir demòtic del segle ii, conegut com a Papirus Vindobonensis o papir de Viena, que prové de la governació d'el Faium i que fou llegit primer com a n3.w-nfr k3t n snte (Nefereketen) i més tard com a N3.w-nfr-k3-skr (Neferekaseker) i, finalment, com a N3.w-nfr-k3-skr (Neferkaseker); en aquest document, es creu que el rei comença una edificació.
A la llista de Manethó, apareix un faraó Sesochris, però segurament es refereix a Peribsen i aquest faraó no hi consta (la seva llista té nou reis i se'n coneixen entre 10 i 12). No apareix tampoc a la llista d'Abidos. A la llista de Saqqara i al papir de Torí, consta el seu nom netsu-biti com a Neferkaseker i Neferkasekru.
El papir diu que el seu regne va durar 8 anys i 3 mesos, i manca l'edat que tenia en morir. La tomba no s'ha trobat.
El seu successor podria ser Peribsen. Si aquest faraó fou un rei de l'Alt Egipte, com sembla probable, el successor seria Khasekhemui, bé com a successor amb just títol de tot Egipte (o del Baix Egipte), bé perquè va conquerir el Baix Egipte.